# Feloek

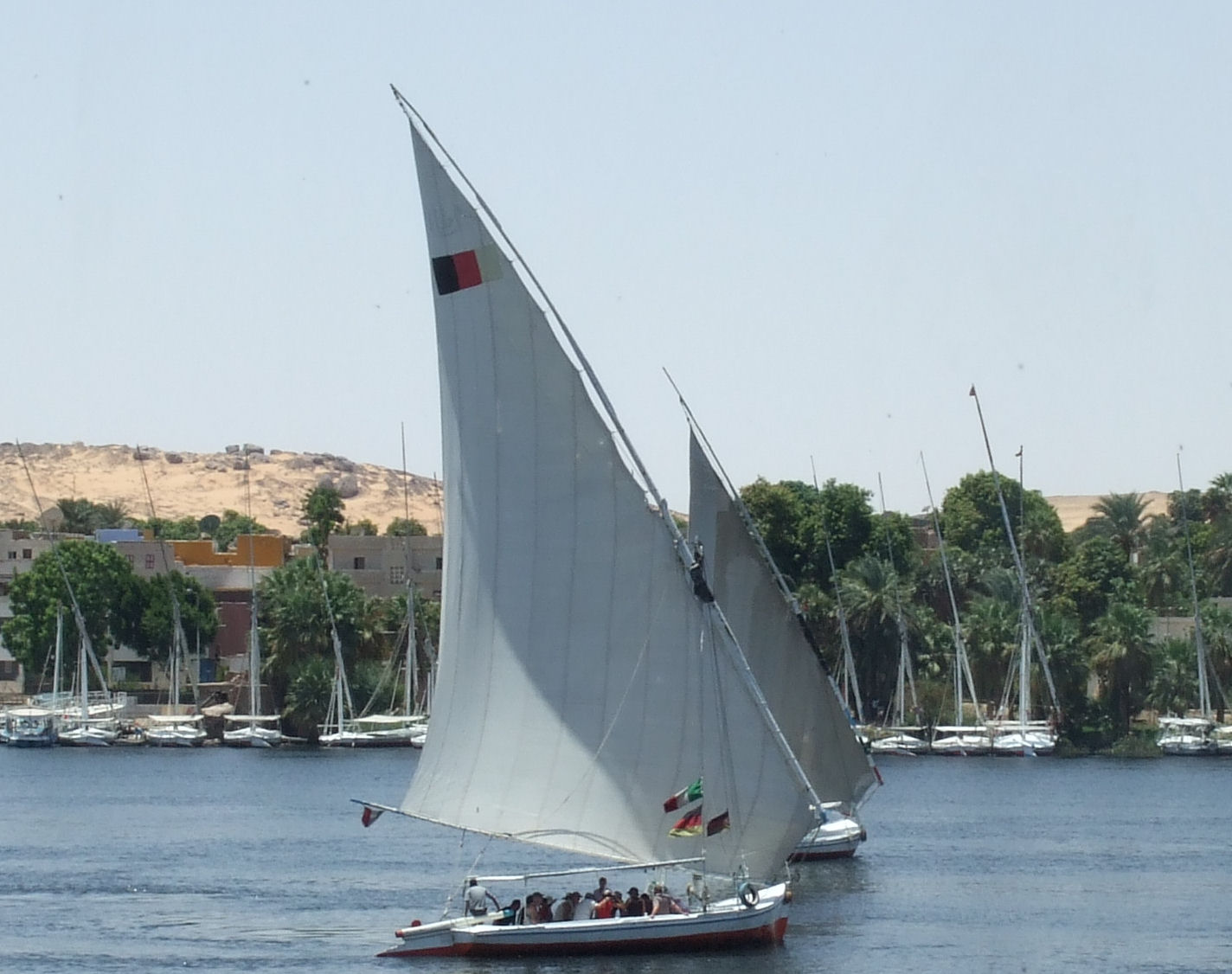
Feloek bij Aswan

Een feloek is een zeilvaartuig zonder verdek, sterk gelijkend op de Arabische dhow.
De feloek is maar weinig veranderd in de loop der eeuwen. Soortgelijke feloeken en dhows als vroeger varen nog steeds over de Nijl. De slank gebouwde dhows bevaren ook nu nog de Indische Oceaan, dankbaar gebruikmakend van de moesson. De feloek en de hedendaagse dhow hebben één of twee masten, al naargelang hun lengte.